# Caladenia atrochila
Caladenia alata é uma espécie de orquídea, família Orchidaceae, da Tasmânia, onde cresce isolada, em grupos pequenos, ocasionalmente em touceiras, em charnecas, florestas de eucaliptos, e bosques. Apresentam calos com ápices grandes e globulares, os basais maiores e de cores diferentes dos distais. São plantas com uma única folha basal pubescente muito estreita e uma inflorescência rija, fina e pubescente, com até cinco flores pubescentes, com labelo trilobulado. Normalmente suas sépalas laterais e pétalas ficam todas dispostas para um mesmo lado como os dedos da mão.

## Publicação e sinônimos
- Caladenia atrochila D.L.Jones, Austral. Orchid Res. 3: 23 (1998).

Sinônimos homotípicos:
- Petalochilus atrochilus (D.L.Jones) D.L.Jones & M.A.Clem., Orchadian 13: 406 (2001).